# پیچند جیانگسو
در بعد از ظهر ۲۳ ژوئن ۲۰۱۶ پیچند عظیمی بر اثر یک طوفان تندری شدید در استان جیانگسو چین به وجود آمد و مناطقی از حومه یانچنگ را درنوردید. بر اثر این پیچند حداقل ۹۹ نفر کشته و ۸۴۶ نفر دیگر زخمی شدند.